# Zgorzelec
Zgorzelec (niem. Görlitzⓘ, grnłuż. Zhorjelc, dlnłuż. Zgórjelc, cz. Zhořelec) – miasto przygraniczne w województwie dolnośląskim, w polskiej części Górnych Łużyc, na prawym brzegu Nysy Łużyckiej, w Obniżeniu Żytawsko-Zgorzeleckim. Przed 1945 stanowiło prawobrzeżną część miasta Görlitz.
Zgorzelec jest siedzibą gminy wiejskiej Zgorzelec oraz powiatu zgorzeleckiego. Miasto należy do Związku Miast Polskich.
Według danych z Głównego Urzędu Statystycznego z 1 stycznia 2023 r. miasto miało 29 313 mieszkańców (150. miejsce w kraju). Gęstość zaludnienia wynosi 1845,9 osób/km² (5. miejsce w województwie).
Barwy herbu i flagi Zgorzelca (niebiesko-żółte) są identyczne jak we fladze Górnych Łużyc, na terenie których Zgorzelec leży.

## Geografia
Według danych z 2002 Zgorzelec ma obszar 15,86 km² (1586 ha), w tym:
- użytki rolne: 40%
- użytki leśne: 3%

Według danych z 1 stycznia 2011 powierzchnia miasta wynosiła 15,88 km². Miasto stanowi 1,89% powierzchni powiatu.
W latach 1975–1998 miasto administracyjnie należało do województwa jeleniogórskiego.
Miasto położone jest w województwie dolnośląskim, w polskiej części historycznych Górnych Łużyc, na wschód od Nysy Łużyckiej, która przecina wschodnią krawędź granitowego masywu łużyckiego z przedgórzami pogranicza czesko-łużyckiego. Znajduje się na styku północnych terenów wrzosowisk i stawów Górnołużyckich i południowego Pogórza Łużyckiego. Na południe od płaskowyżu przełomu Nysy Łużyckiej do Nysy wpływa Czerwona Woda (niem. Rothwasser). Na płaskowyżu nad Nysą znajduje się tzw. Lasek Myśliwski (niem. Jägerwäldchen).
Na północny wschód od miasta znajduje się tzw. Puszcza Zgorzelecka (niem. Görlitzer Heide), duży obszar leśny, który był własnością miasta do czasu podziału miasta w 1945 roku. Dzisiejszy obszar miejski Zgorzelca to około 209 mnpm., natomiast regionów nadbrzeżnych na Nysie jest około 175 mnpm. Najwyższym wzniesieniem jest Drewniak ( niem. Jäckelsberg, dawniej też Holzberg ) w południowej dzielnicy Ujazd o wysokości 225,3 mnpm, następnie Mojeska Góra (Długa Góra) na południowy wschód od cmentarza komunalnego na 224,7 mnpm. i Krucze Wzgórze (również Krucza Góra; niem. Rabenberg) w na Przedmieściu Nyskim (niem. Neissevorstadt) z 221,7 mnpm. Teren około 215 mnpm. - widok z tzw. Kamiennej Ambony (niem. Felsenkanzel) na przeciwległą winnicę (obecnie zarośniętą drzewami) oraz browar Landskronbrauerei i około 30 metrów poniżej Przełomowa Dolina Nysy Łużyckiej - teren na wysokości około 185 mnpm. z dawną wojskową szkołą pływania tzw. niem. Weinlache
.

## Geologia
Obszar miejski położony jest w dużej mierze na szarogłazie łużyckim. Jedynie obszar na południe od mostu miejskiego znajduje się na granodiorycie łużyckim. Granica między dwoma warstwami skał biegnie mniej więcej od mostu granicznego (im. Jana Pawła II) przez ulicę Marszałka Józefa Piłsudskiego, dalej ulicami Ignacego Daszyńskiego i Bohaterów II Armii Wojska Polskiego.
Szarogłaz składa się z biotytu, szarego kwarcu i jasnego skalenia z warstwami drobnoziarnistego szarogłazu i gęstych łupków szarogłazowych. Na południe od wiaduktu (most kolejowy), na wysokości ujścia Czerwonej Wody, nastąpiło zwężenie doliny Nysy spowodowane twardymi brzegami z granodiorytu.

## Toponimia

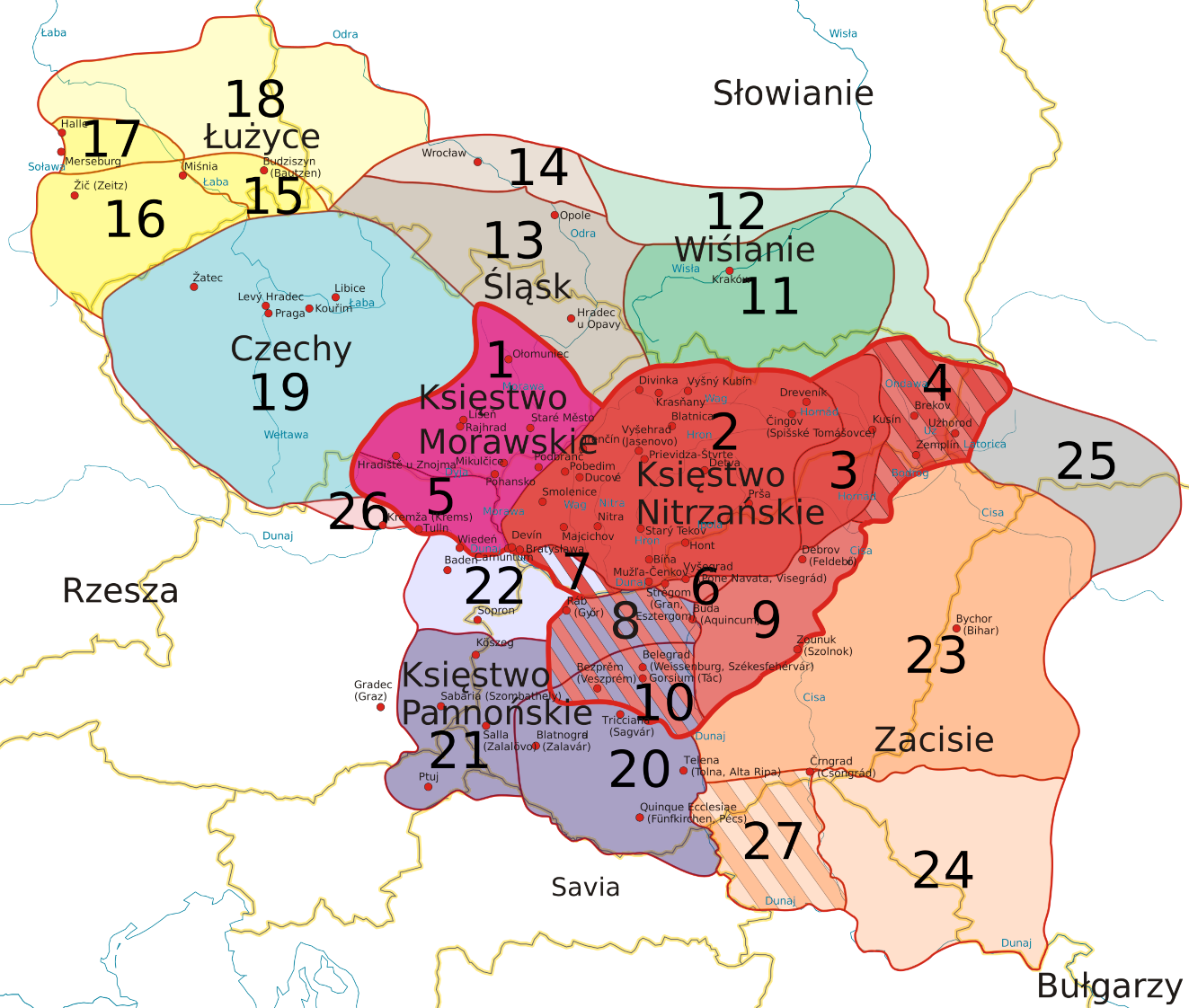
Łużyce (Lausitz) w obrębie Wielkich Moraw w IX wieku

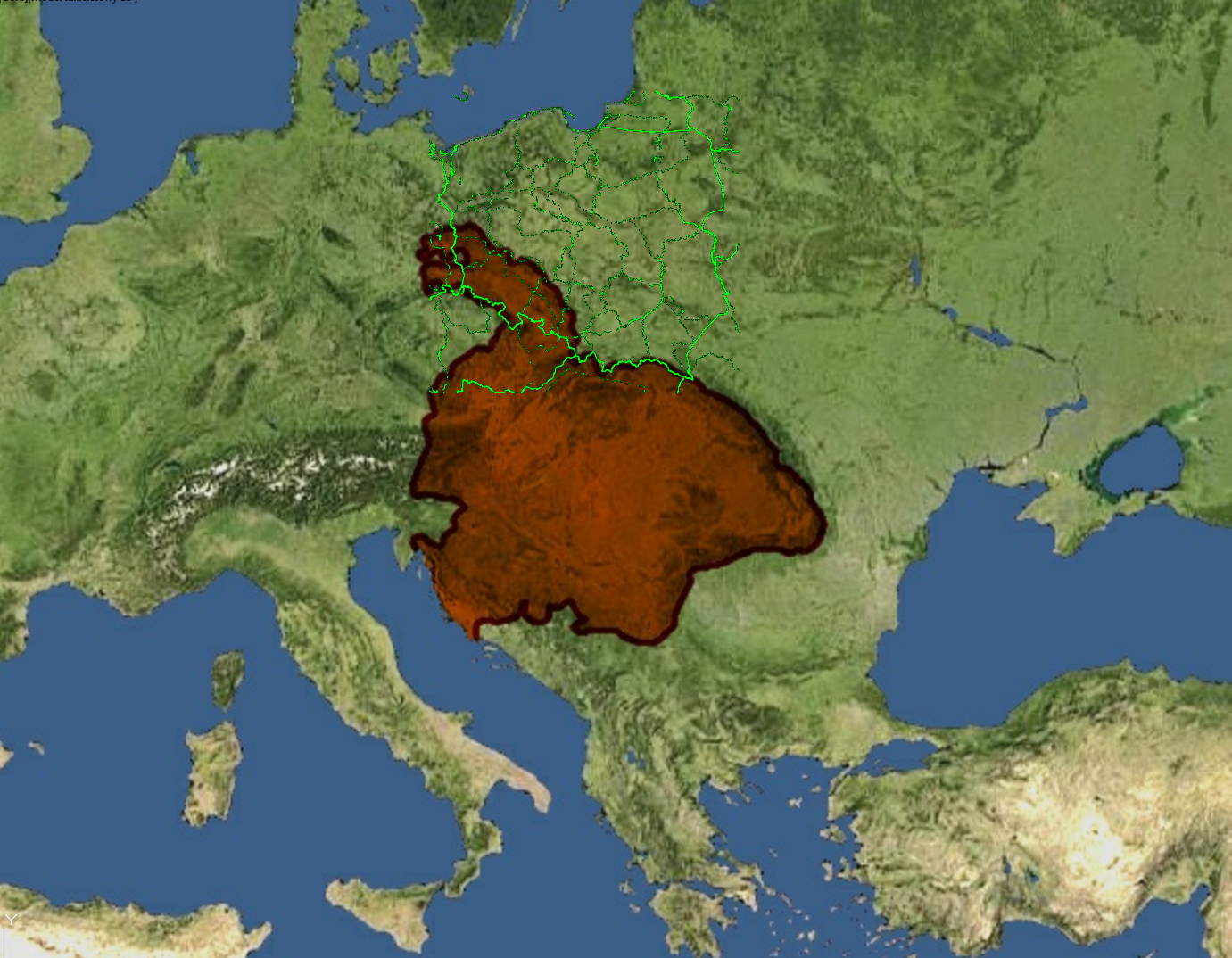
Królestwo Węgier w 1490 (koniec panowania Macieja Korwina)

Nazwa pochodzi od wyrazu gorzeć (psł. *gorěti). Określała ona miejsce wypalone, osadę powstałą na miejscu wypalonym. Dzisiejsza polska nazwa wzięła się od form łużyckich, tj. Zgórjelc i Zhorjelc. Formą zniemczoną jest Görlitz.
Nazwy pojawiające się w najstarszych dokumentach
- Villa Goreliz (1071) – najstarsza pisemna wzmianka o Görlitz/Zgorzelcu jest w łacińskim dokumencie wystawionym przez cesarza Henryka IV. Zgodnie z jego wolą biskupowi miśnieńskiemu Benonowi zostało przekazanych z rąk banity o imieniu Ozer osiem „łanów królewskich” w „Villa Goreliz” (Gorelic) (ok. 192÷432 ha)[9].
- Yzcorelik, Yzcorzelik – 1126
- Drewnow, Drzewniow, Yzhorelik – 1131
- Gorliz, Gorlic – 1238
- Zgorliz – 1241
- Goerlitcz, Goerlitz – 1266
- Gorlicz – 1301
- Gorlitz – 1322
- Gerlicz – 1378
- Gurlicz – 1384, 1456
- Garlicz – 1429
- Gorlicze – 1430
- Gorlitcz – 1434, 1475
- Ghorlitz – 1443
- Gorlitzsch – 1488
- Gorlytz – 1511
- Gorlicium, Gorlicia – używane były także formy zlatynizowane
- Zgorelc oraz Zgorzelec – 1847; śląski pisarz Józef Lompa w książce Krótki rys jeografii Szląska dla nauki początkowej wydanej w Głogówku[10]
- Ost-Görlitz[11] – (do 1946) nazwa prawobrzeżnej części miasta
- Görlitz Moys – (od 1 czerwca 1929 do 14 marca 1947) nazwa prawobrzeżnej południowej dzielnicy miasta
- Zgorzelice – nazwa polskiej części miasta w latach 1945–1946[12][13]
- Zgorzelec – obecna nazwa polskiej części miasta wprowadzona po II wojnie światowej obowiązująca od 19 maja 1946[14]
- Zgorzelec Ujazd – nazwa południowej dzielnicy miasta obowiązująca od 15 marca 1947[15] (obecnie administracyjna nazwa Zgorzelec).

## Historia

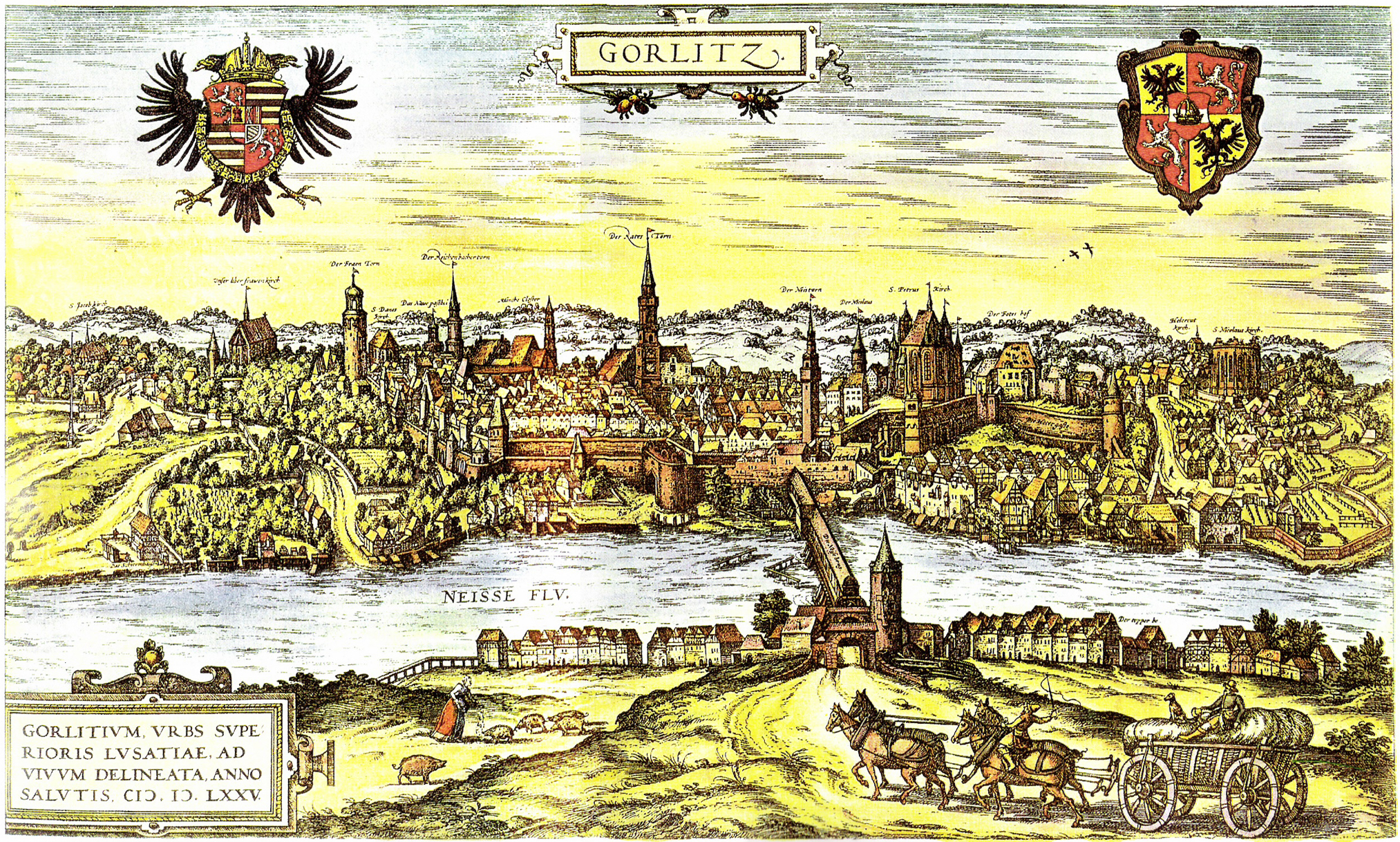
Widok miasta „Gorlitz” od wschodu, 1575

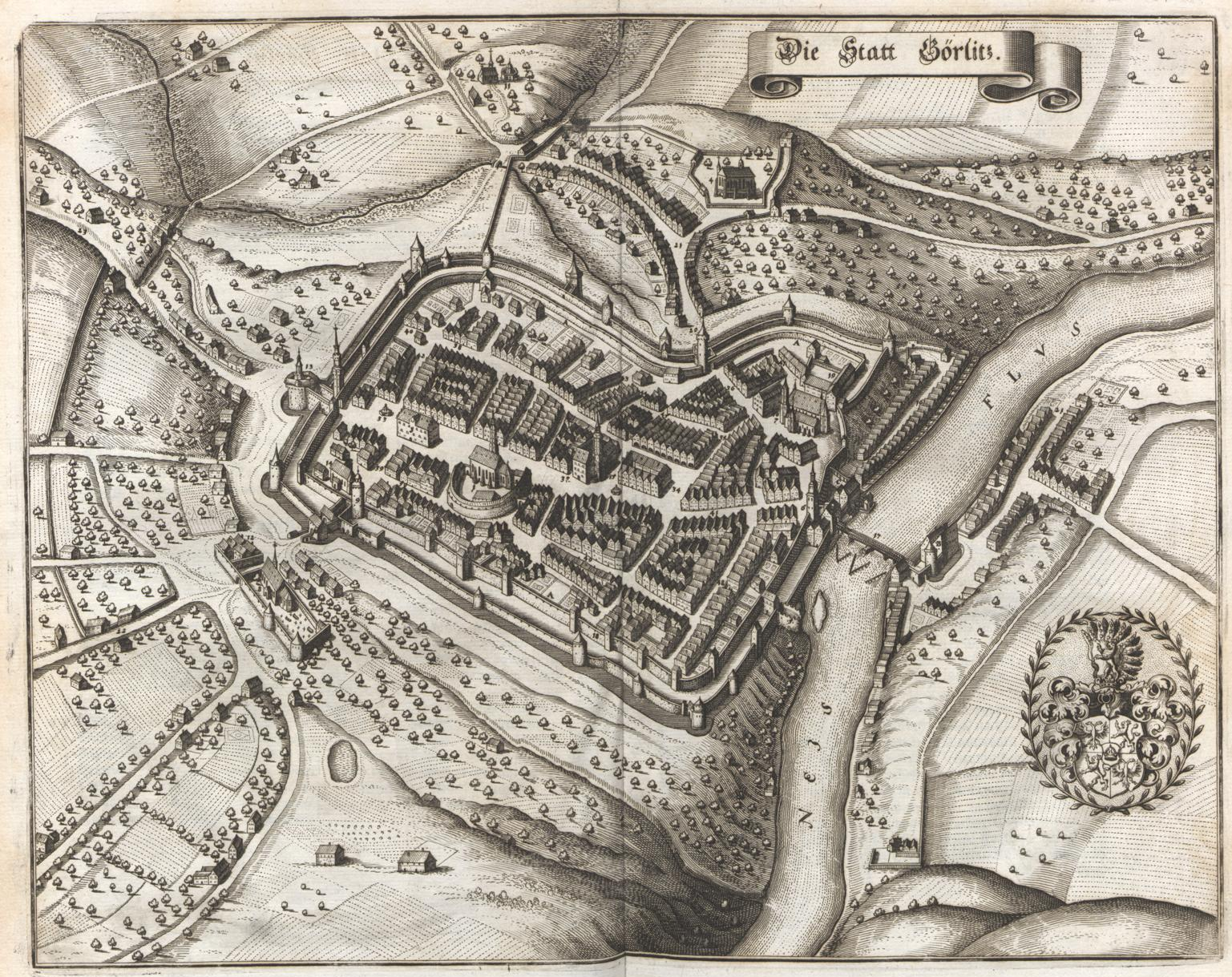
Widok miasta „Görlitz” w 1650 na miedziorycie Matthäusa Meriana. Teren dzisiejszego Zgorzelca widoczny z prawej strony jako przedmieście Görlitz

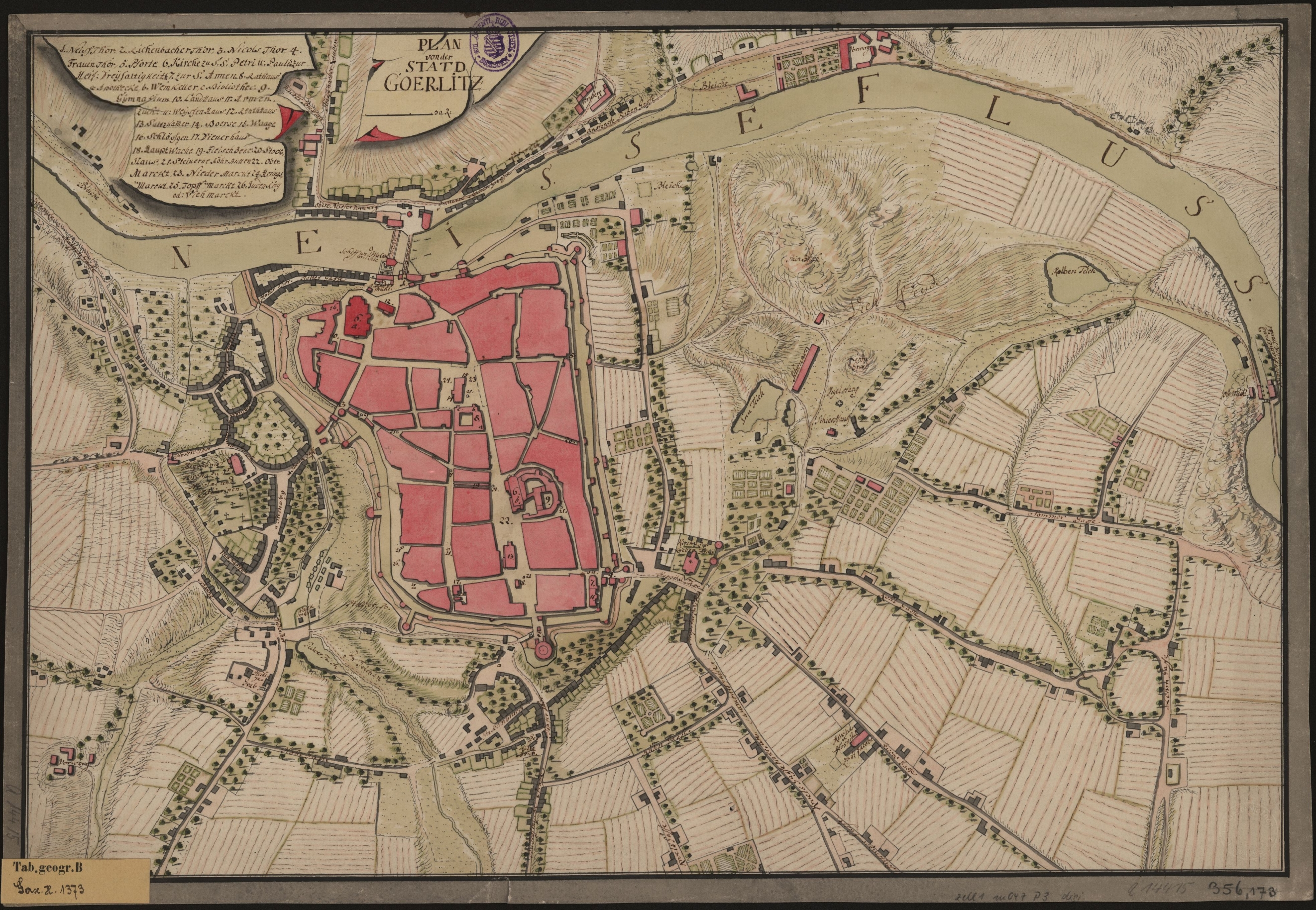
Mapa miasta „Goerlitz” i jego wschodniego przedmieścia (u góry mapy) z 1750

- okolice obecnego Zgorzelca początkowo zamieszkiwali Bieżuńczanie (Besunzane civitates II) oraz Milczanie (Milzane civitates XXX) wymienieni w połowie IX wieku w nocie „Geografa Bawarskiego” sporządzonej dla Ludwika Niemca[16][17][18][19].
- 871–894 – teren państwa wielkomorawskiego
- na przełomie X i XI w. gród Serbołużyczan zajęty i włączony do Polski wraz z Łużycami przez Bolesława I Chrobrego; po jego śmierci przejściowo pod panowaniem margrabiów brandenburskich, następnie Czech
- 1071 – Pojawia się najstarsza pisemna wzmianka o Zgorzelcu w dokumencie wystawionym przez cesarza Henryka IV. Zgodnie z jego wolą biskupowi miśnieńskiemu Benonowi zostało przekazanych z rąk banity o imieniu Ozer osiem „łanów królewskich” w „Villa Goreliz” (Gorelic)[9]
- 1076 – osada wraz ze wschodnią częścią Górnych Łużyc przyłączona do Czech
- 1131 – powstał gród nad Nysą Łużycką z polecenia czeskiego księcia Sobiesława
- 1303 – prawa miejskie[20]
- 1319–1329 – miasto częścią piastowskiego księstwa jaworskiego pod panowaniem Henryka I Jaworskiego. W 1319 miasto złożyło księciu hołd, a 26 sierpnia 1319 roku książę potwierdził przywileje miasta[21]
- 1346–1815 – miasto-członek górnołużyckiego Związku Sześciu Miast
- 1377 – powstało oddzielne księstwo Görlitz utworzone przez króla czeskiego i cesarza Karola IV, z Janem Zgorzeleckim jako księciem
- 1466 – pod panowaniem króla węgierskiego Macieja Korwina
- 1490 – miasto ponownie w granicach Korony Czeskiej
- 1618–1648 – zniszczenia w czasie wojny trzydziestoletniej
- 1635 – z Łużycami Górnymi włączone do Elektoratu Saksonii
- 1697–1763 – we władaniu królów Polski Augusta II Mocnego i Augusta III Sasa. Przez miasto biegła wówczas jedna z tras łączących Drezno i Warszawę[22]
- 1806 – miasto zostaje częścią Królestwa Saksonii, od 1807 w unii z Księstwem Warszawskim
- 1815 – po kongresie wiedeńskim włączony został do Prus i stał się częścią prowincji Śląsk (Schlesien),
- od 1848 połączenie kolejowe z Węglińcem, od 1865 z Lubaniem i Jelenią Górą
- 1914–1919 – w czasie I wojny światowej znajdował się tu obóz jeniecki, w którym Niemcy przetrzymywali m.in. Rosjan, Francuzów i Brytyjczyków a później już nie jako jeńców – Greków.
- 1919 – miasto zostaje częścią prowincji Dolny Śląsk
- W 1940 do Zgorzelca i okolic dotarł pierwszy gaz przesłany z Gazowni Miejskiej w Wałbrzychu co znacząco poprawiło rozwój miasta[23].
- w czasie II wojny światowej 1939–1945 obóz dla jeńców – podoficerów i szeregowych różnej narodowości (Stalag VIII A), przez który według szacunków przeszło ponad 100 tysięcy więźniów[24][25], a zginęło kilka tysięcy jeńców – głównie radzieckich i włoskich
- kwiecień 1945 – zacięte walki o sforsowanie Nysy Łużyckiej na północ od Zgorzelca w okolicach wsi Prędocice, miasto nie zostało dotknięte bezpośrednimi działaniami wojennymi. Wysadzenie wszystkich mostów na Nysie Łużyckiej przez oddziały SS. W walkach z niemieckimi wojskami w rejonie Zgorzelca uczestniczyła 2 Armia Wojska Polskiego oraz 3 Armia Pancerna, 3 Gwardyjska Armia Pancerna, 52 Armia i 5 Gwardyjska Armia z 1 Frontu Ukraińskiego Armii Czerwonej[26].
- 1945 – ustalenie granicy na Nysie Łużyckiej, w wyniku czego prawobrzeżna część miasta zostaje włączona do Polski; wysiedlenie dotychczasowej ludności do Niemiec
- 1948 – data powstania obowiązującej nazwy miasta (zamiast Zgorzelice)
- 6 lipca 1950 – podpisano tu układ zgorzelecki między PRL a NRD uznający formalnie granicę na Odrze i Nysie Łużyckiej
- Po II wojnie światowej osiedlono tu (oraz w Policach w woj. zachodniopomorskim) dużą kolonię greckich i macedońskich uchodźców (głównie komunistycznych partyzantów), którzy szukali schronienia w Polsce po greckiej wojnie domowej 1946–1948. Łącznie ich liczba sięgała 14 tysięcy osób. Wielu z nich wróciło do Grecji po upadku dyktatury wojskowej i amnestii dla uczestników wojny. Od 1998[27] w mieście odbywa się festiwal piosenki greckiej (→ Eleni) pod patronatem ambasady greckiej organizowany przez Nikosa (Nikolaosa) Rusketosa.
- 1959–1965 – niedaleko Zgorzelca zlokalizowano odkrywkową Kopalnię Węgla Brunatnego Turów oraz Elektrownię Turów.
- 1998 – 5 maja proklamowano powołanie wraz z Görlitz Europamiasta Zgorzelec/Görlitz (Europastadt Görlitz/Zgorzelec)

## Zabytki

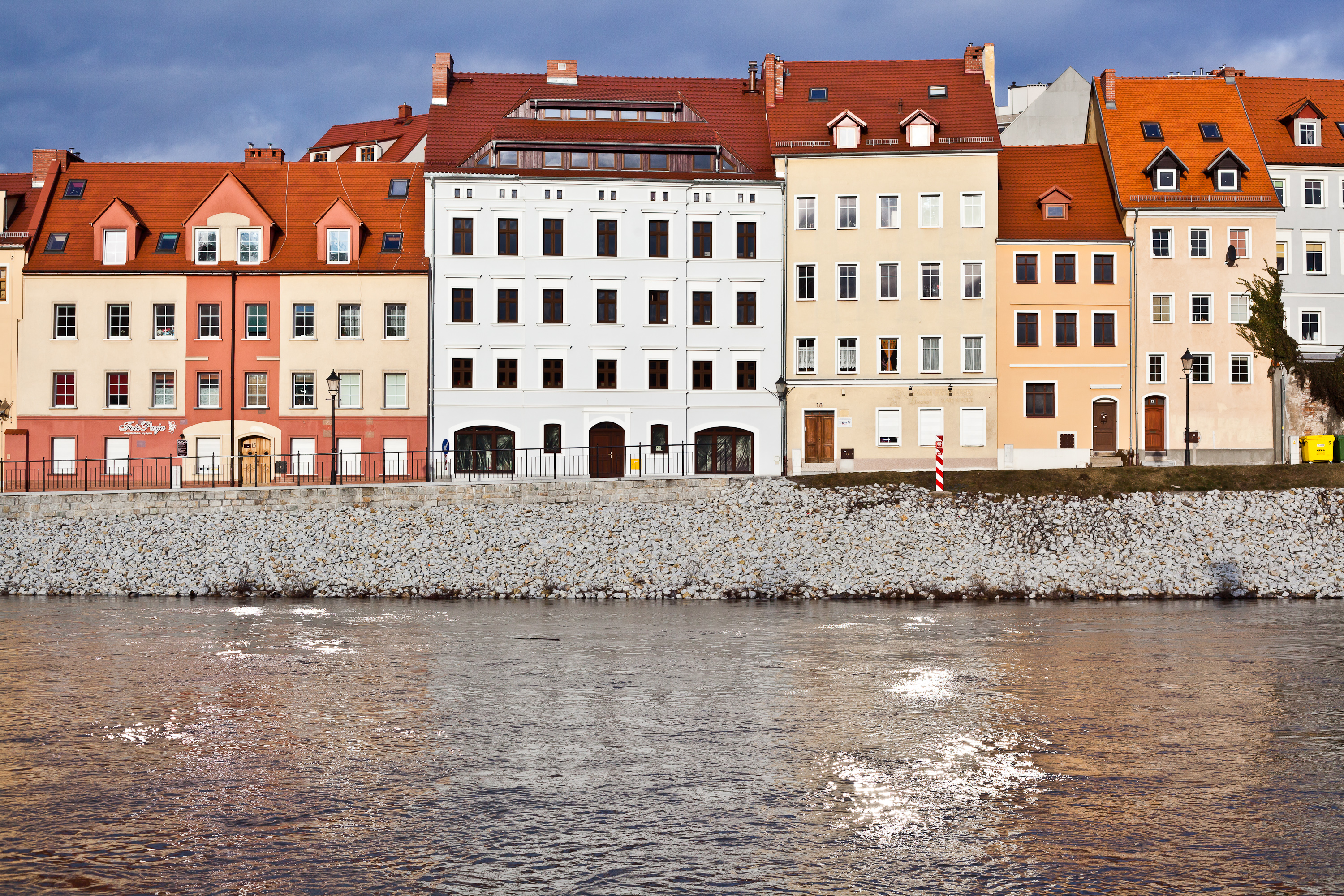
Ulica Daszyńskiego – Przedmieście Nyskie

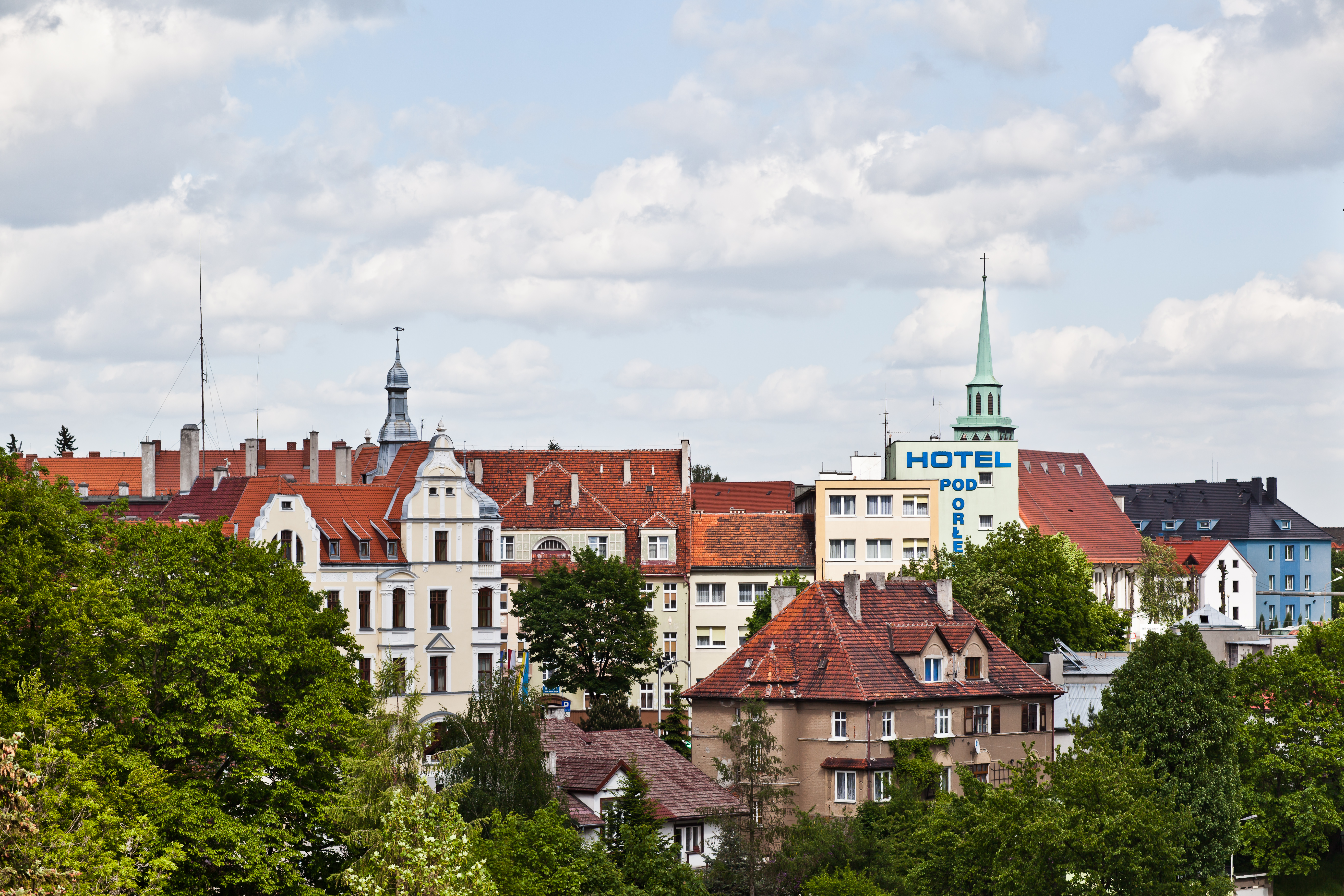
Widok na Zgorzelec z dachu Domu Kultury

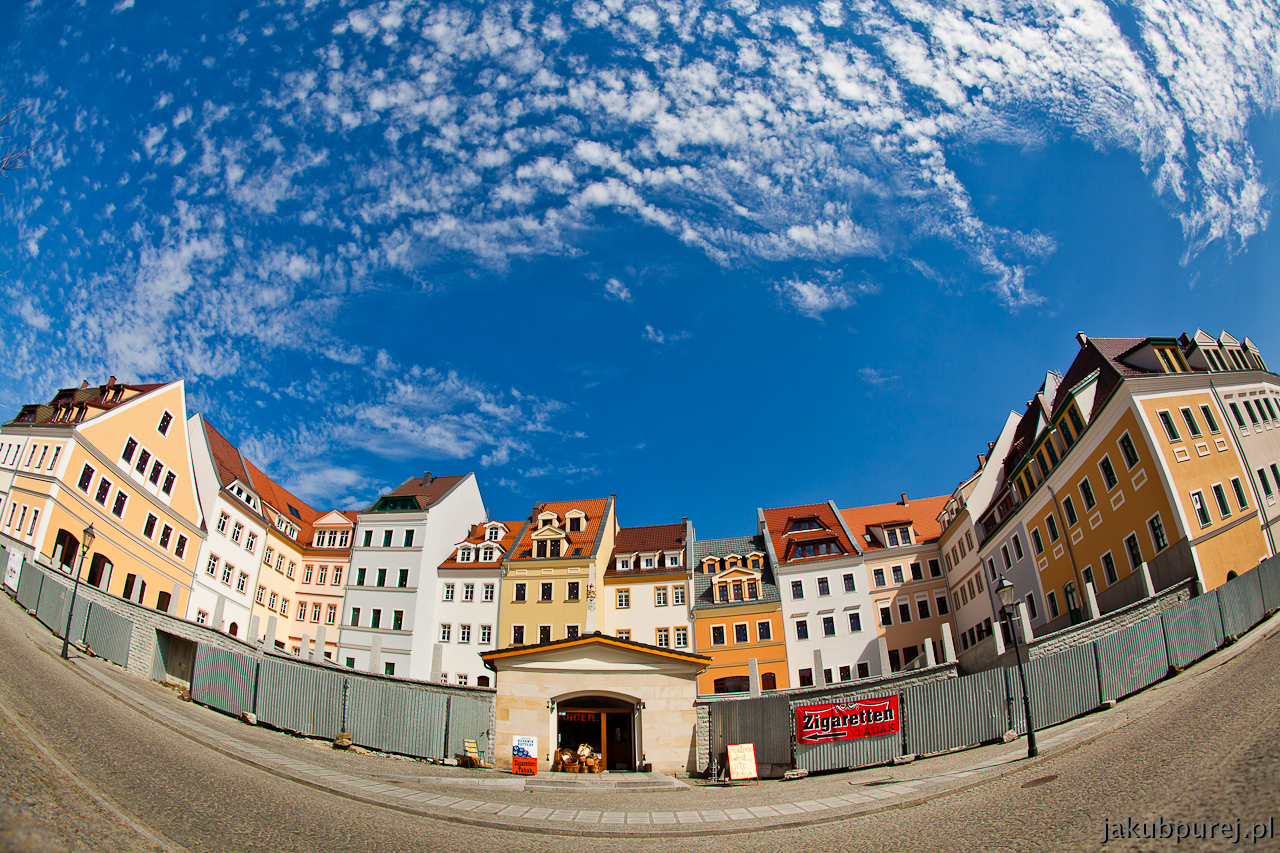
Plac Pocztowy pod koniec budowy

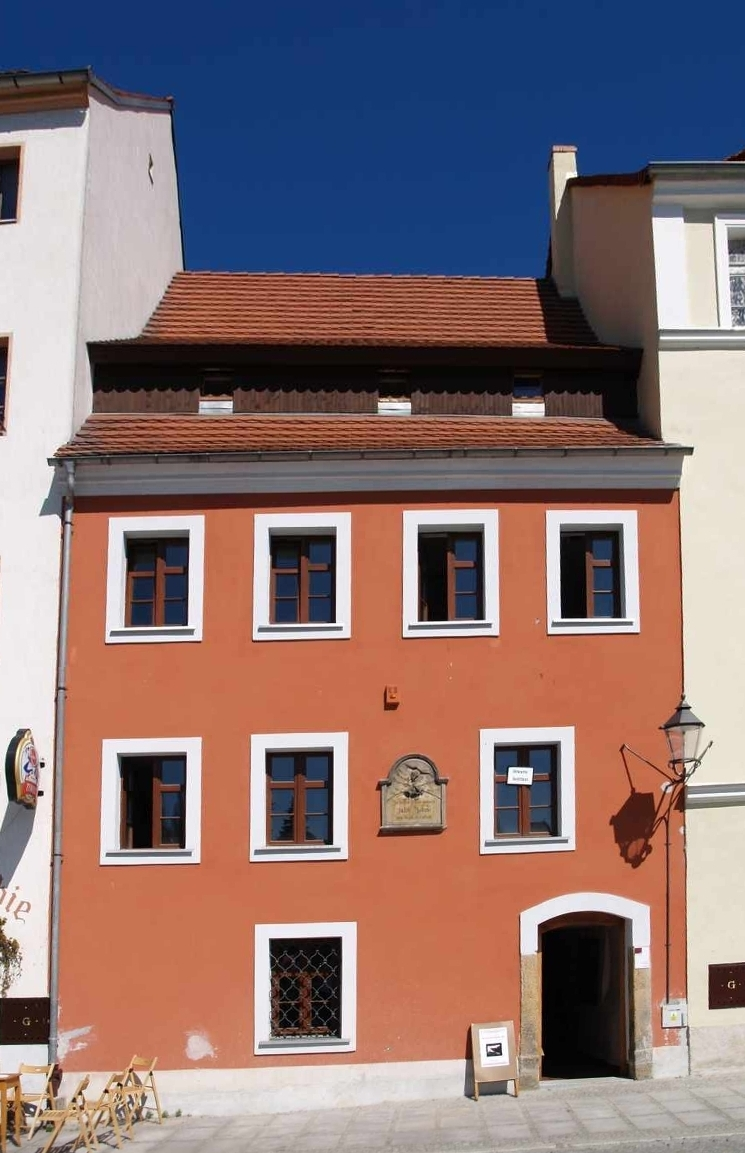
Dom Jakuba Böhmego przy ul. Daszyńskiego 12

Do wojewódzkiego rejestru zabytków wpisane są:
- miasto, ośrodek historyczny
- zespół parków miejskich, z l. 1870–1930
- kamienice, ul. Bohaterów Getta 1 A, 3, 5, z l. 1896–1897, 1900
- dom, ul. Czachowskiego 1, z pocz. XX w.
- Przedmieście Nyskie – zespół architektoniczny – najstarsza cz. Zgorzelca od XVII w.:
  - kamienice, ul. Daszyńskiego 9, 10, 11, 12, 13, 14, 15, 16, 17, 19, 20, 67, 68, 70, 71, 72, 73, 75A, 75B, 76 z budynkiem gospodarczym, 77, 78, 82, 83, 98, z XVI w., XVII-XVIII w., XIX w./XX w.
  - dom Jakuba Böhmego, ul. Daszyńskiego 12
  - kamienica, ul. Wolności 7, z ok. 1880
  - zespół dawnego młyna, ul. Wrocławska 2: budynek administracyjny, obecnie mieszkalny, elewator
- kamienice, ul. Domańskiego 1, 2, 4, z l. 1898–99, XIX w.
- pałac, ul. Francuska 39 (d. 12), z 1730: park
- rządcówka, ul. Henrykowska 5, z 1880, ogród
- willa, ul. św. Jana 20, z 1898
- kamienice, ul. Kościuszki 2, 16, z l. 1905–1910
- dom kołodzieja, budynek mieszkalno-gospodarczy (przeniesiony), aleje Lipowe 1, drewniany, z 1822 o konstrukcji przysłupowy przy obwodnicy miejskiej
- kamienica, ul. Łużycka 11, z 1898
- monumentalny gmach Miejskiego Domu Kultury, ul. Parkowa 1, z l. 1898–1902, miejsce podpisania układu zgorzeleckiego
- dwa domy, obecnie internat, ul. Partyzantów 2–4, z pocz. XX w.
- kamienice, ul. Piłsudskiego 3, 4, 5, 7, 8, 10, 12, 14, z XIX w.
- dom, ul. Staszica 7, z k. XIX w.
- kamienice, ul. Warszawska 1, 2, 3, 7, 14, 15, z l. 1900–7, 1910–14, XX w.

inne zabytki:
- kościół pw. św. Jana Chrzciciela, neoromański z l. 1905–1907
- kościół pw. św. Bonifacego z l. 1929–1930
- wieża ciśnień przy ulicy św. Jana
- dworzec PKP Zgorzelec Ujazd
- most kolejowy na Nysie Łużyckiej
- dom studzienny, przy Placu Pocztowym
- kruczy folwark – Dom Pomocy Społecznej, przy ulicy Przechodniej. Niegdyś dom Bartłomieja Scultetusa.

## Klimat
| Miesiąc                                 | Sty   | Lut   | Mar   | Kwi  | Maj  | Cze  | Lip  | Sie  | Wrz  | Paź  | Lis   | Gru   | Roczna |
| --------------------------------------- | ----- | ----- | ----- | ---- | ---- | ---- | ---- | ---- | ---- | ---- | ----- | ----- | ------ |
| Rekordy maksymalnej temperatury [°C]    | 15.0  | 15.5  | 20.4  | 28.0 | 30.4 | 34.5 | 36.0 | 35.9 | 28.6 | 25.3 | 17.4  | 13.3  | 36,0   |
| Średnie temperatury w dzień [°C]        | 1.4   | 2.7   | 7.4   | 13.3 | 18.6 | 21.2 | 23.3 | 23.2 | 18.3 | 12.9 | 6.4   | 2.7   | 12,6   |
| Średnie dobowe temperatury [°C]         | -1.1  | -0.3  | 3.5   | 8.2  | 13.2 | 16.0 | 17.9 | 17.6 | 13.4 | 8.9  | 3.7   | 0.4   | 8,4    |
| Średnie temperatury w nocy [°C]         | -3.7  | -3.3  | 0.0   | 3.3  | 7.6  | 10.8 | 12.6 | 12.3 | 9.1  | 5.2  | 1.2   | -2.0  | 4,4    |
| Rekordy minimalnej temperatury [°C]     | -25.9 | -23.4 | -14.3 | -7.6 | -2.6 | 1.3  | 5.3  | 4.0  | 0.4  | -6.3 | -12.9 | -22.8 | −25,9  |
| Opady [mm]                              | 48    | 38    | 47    | 40   | 55   | 68   | 91   | 79   | 54   | 40   | 49    | 52    | 661    |
| Średnia liczba dni z opadami            | 12    | 10    | 11    | 8    | 10   | 12   | 12   | 11   | 9    | 8    | 10    | 12    | 125    |
| Źródło: Na podstawie 35-lecia 1979–2013 |       |       |       |      |      |      |      |      |      |      |       |       |        |

## Demografia
Dane z 30 czerwca 2010:
| Opis                              | Ogółem | Ogółem | Kobiety | Kobiety | Mężczyźni | Mężczyźni |
| --------------------------------- | ------ | ------ | ------- | ------- | --------- | --------- |
| Jednostka                         | osób   | %      | osób    | %       | osób      | %         |
| Populacja                         | 31 684 | 100    | 16 776  | 52,9    | 14 908    | 47,1      |
| Gęstość zaludnienia [mieszk./km²] | 1995,2 | 1995,2 | 1056,4  | 1056,4  | 938,8     | 938,8     |

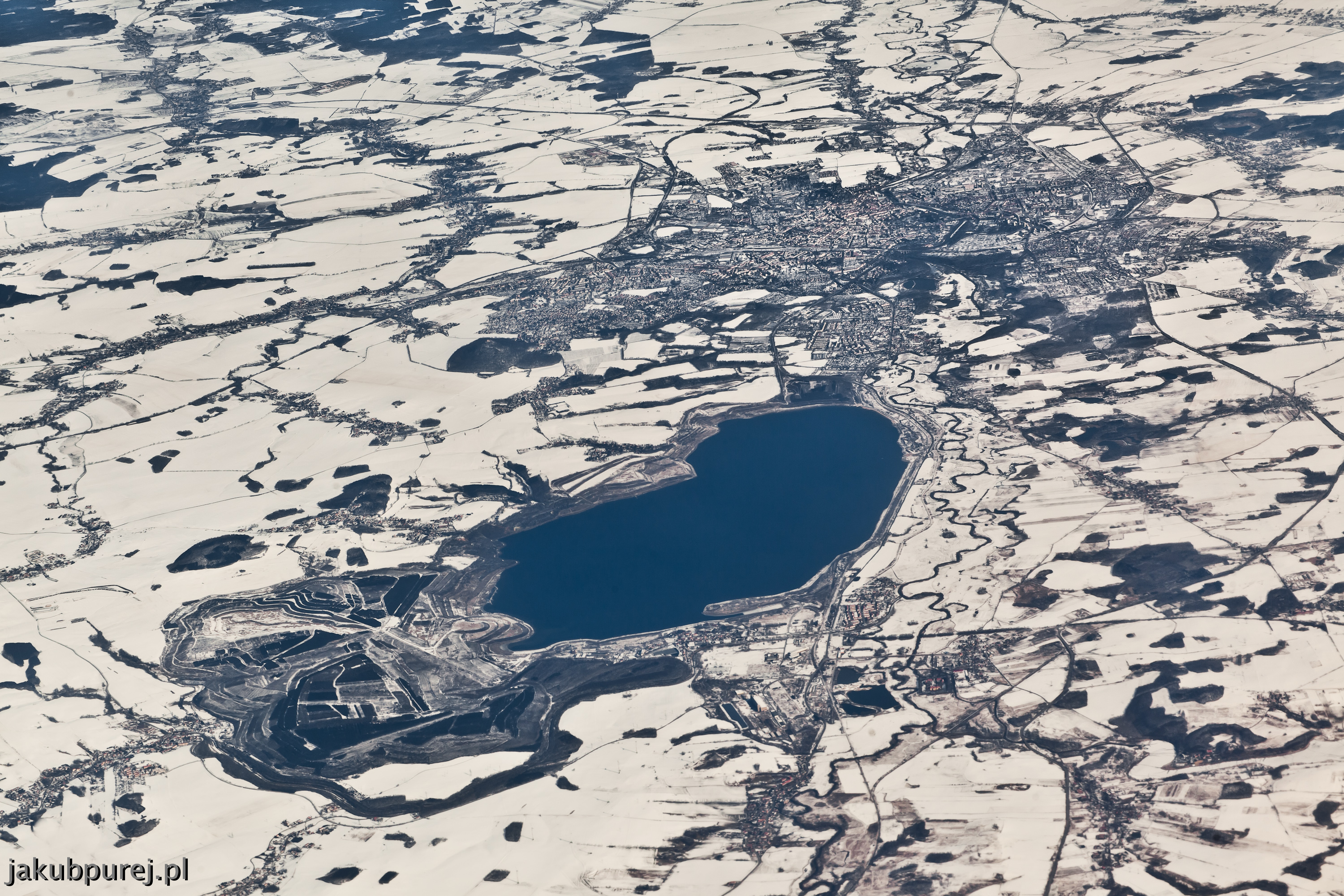
Zgorzelec sfotografowany z wysokości 10 tys. metrów z pokładu samolotu rejsowego (widoczny u góry zdjęcia z prawej strony)

Piramida wieku mieszkańców Zgorzelca w 2014.
|                                   | Liczba | Udział |
| --------------------------------- | ------ | ------ |
| Polacy (Bez innych identyfikacji) | 29 280 | 97,71% |
| Inna niż polska                   | 686    | 2,29%  |
| Niemcy                            | 262    | 0,91%  |
| Ukraińcy                          | 60     | 0,20%  |
| Grecy                             | 55     | 0,18%  |
| Białorusini                       | 27     | 0,09%  |
| Anglicy                           | 24     | 0,08%  |
| pozostali                         | 258    | 0,86%  |
| Ludność ogółem                    | 29,966 | 100%   |

## Transport

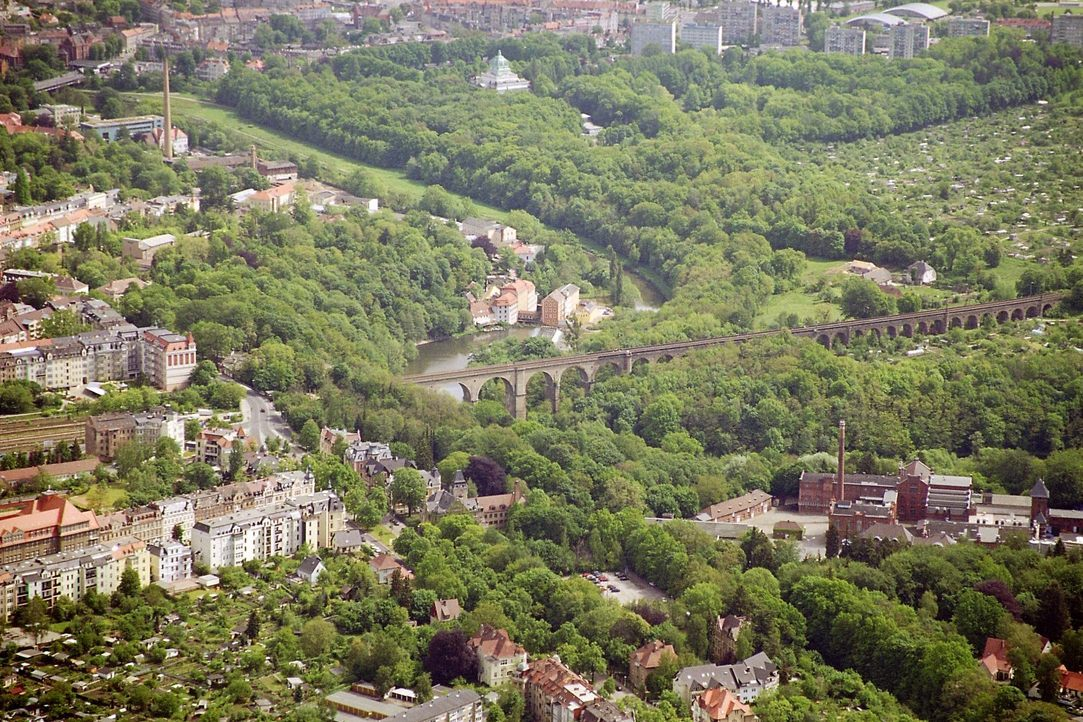
Widok z południa; fragment miasta z mostem kolejowym na Nysie Łużyckiej (Linia kolejowa E 30)

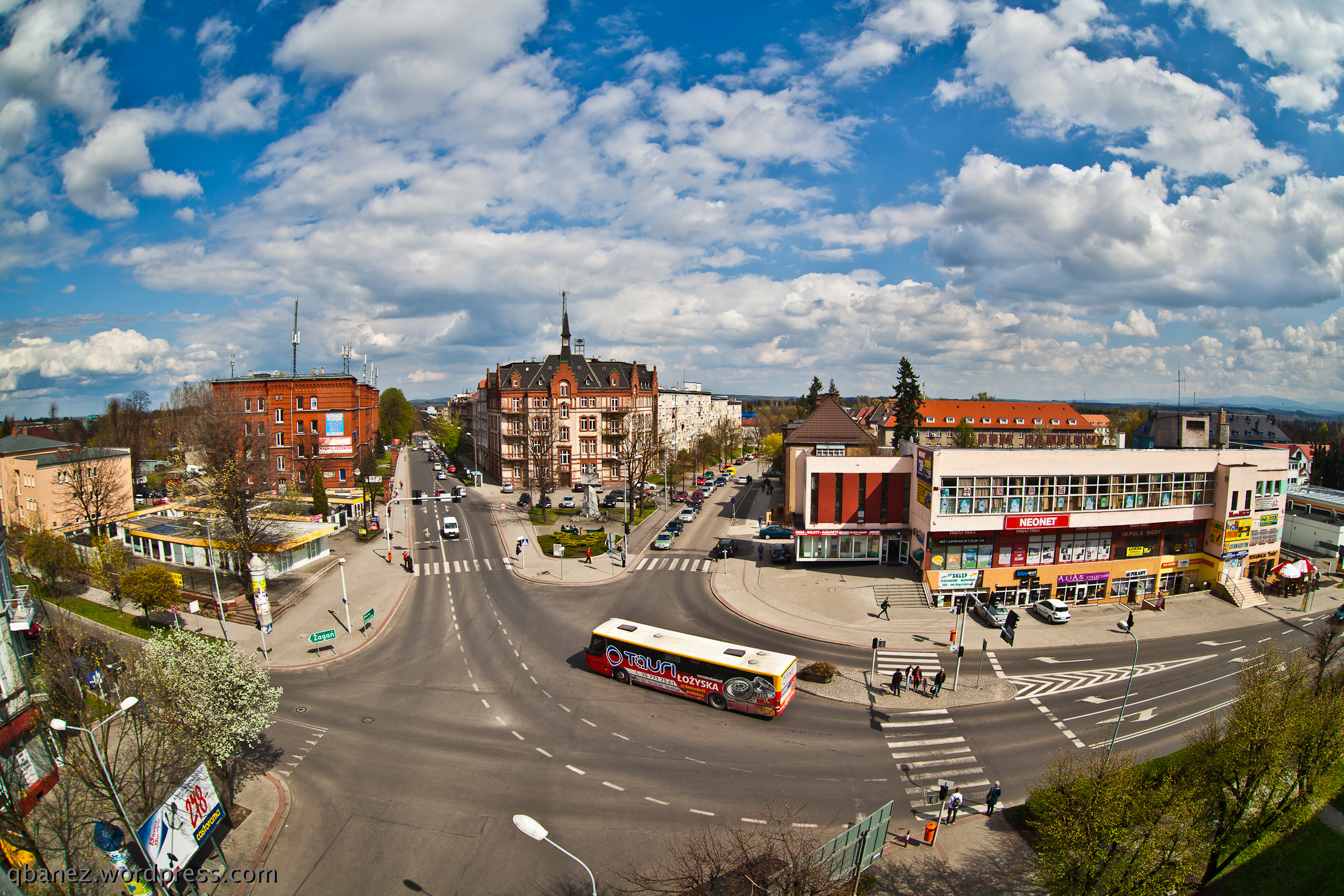
Ulica Emilii Plater i Armii Krajowej

### Transport drogowy
Przez Zgorzelec przebiegają następujące drogi:
| Droga | Trasa | Trasa przez Zgorzelec       | uwagi |
| ----- | --- | --------------------------- | --- |
| A4E40 | (Drezno) Jędrzychowice – Krzyżowa – Krzywa – Chojnów – Legnica – Wrocław – Opole – Gliwice – Katowice – Kraków – Tarnów – Rzeszów – Jarosław – Przemyśl – Korczowa – granica państwa (Lwów)                                                                | –                           | Na północ od miasta. |
| 30    | 94 Zgorzelec – Lubań – Gryfów Śląski – Jelenia Góra 3E65 | –                           | |
| 94    | 30 Zgorzelec – Bolesławiec – Krzywa – Chojnów – Legnica – Środa Śląska – Wrocław – Oława – Brzeg – Opole – Strzelce Opolskie – Bytom – Będzin – Olkusz – Kraków – Bochnia – Tarnów – Dębica – Rzeszów – Łańcut – Przeworsk – Jarosław – Radymno – Korczowa | –                           | Na odcinku Zgorzelec – Krzywa była to trasa międzynarodowa T22 w latach 70. i 80. XX wieku. W latach 1985–2008 oznaczana jako 4E40 . |
| 351   | 296 Jagodzin – Pieńsk – Zgorzelec – Jędrzychowice 94 | Henrykowska – Bolesławiecka | |
| 352   | 30 Zgorzelec – Bogatynia – (Frýdlant) | –                           | |

Dawniej przez Zgorzelec przebiegała 317.

### Transport kolejowy

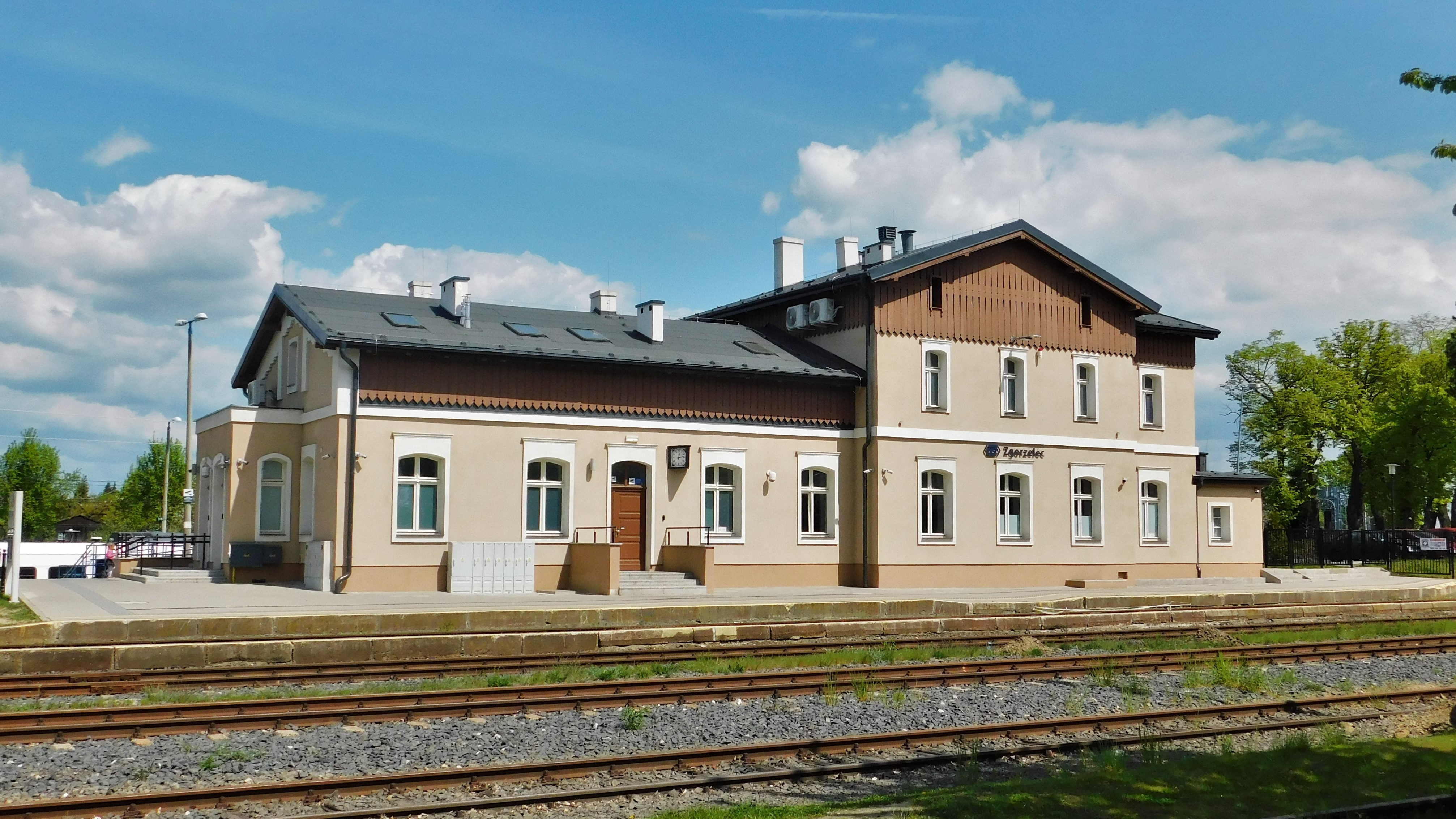
Stacja kolejowa Zgorzelec

- linia kolejowa nr 274
- linia kolejowa nr 278 (E30)

#### Stacje kolejowe
- Zgorzelec
- Zgorzelec Miasto

Na terenie miasta znajdują się 3 wiadukty kolejowe oraz jeden drogowy.

### Publiczny transport zbiorowy
Na terenie zamkniętego dworca kolejowego Zgorzelec Miasto ma się rozpocząć inwestycja "Metro Park". Budowa obiektu przewiduje wybudowanie przystanków autobusowych oraz kasy biletowej dla autobusów oraz pociągów.

#### Przewoźnicy
- PKS w Lubaniu Sp. z o.o.[35]
- Astel[36]
- Bieleccy[37]
- Flixbus[38]

#### Komunikacja miejska
Miasto posiada jedną linię autobusową nr „50” obsługiwaną przez firmę ASTEL (nr 1, nr 2S i nr 3).
Dawniej miasto posiadało sieć tramwajową.

### Transport lotniczy
W 2013 przy ul. Lubańskiej oddano do użytku sanitarne lądowisko.

## Oświata

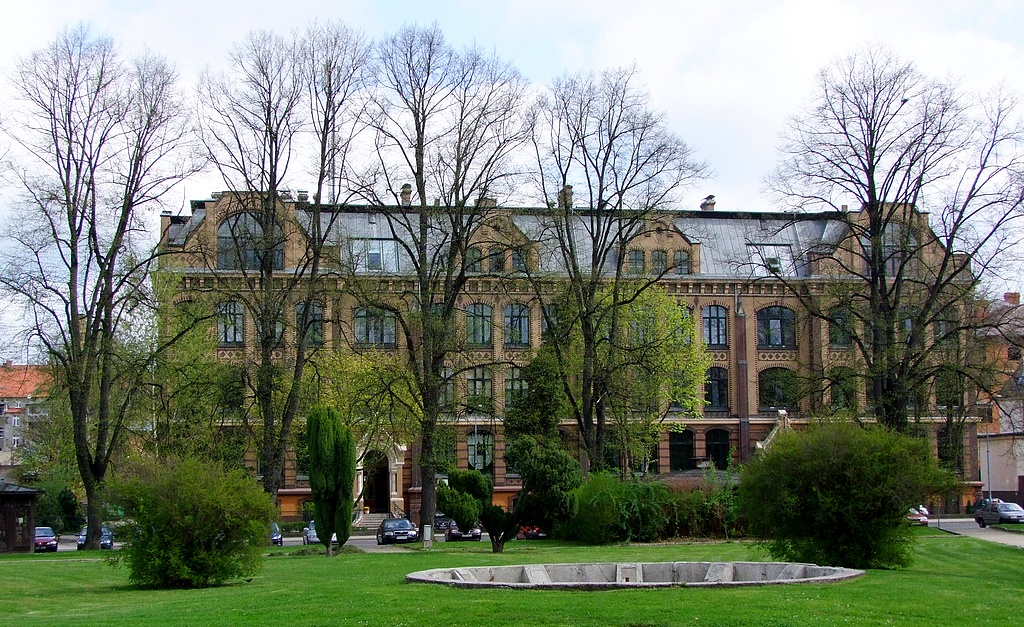
LO im. Braci Śniadeckich w Zgorzelcu

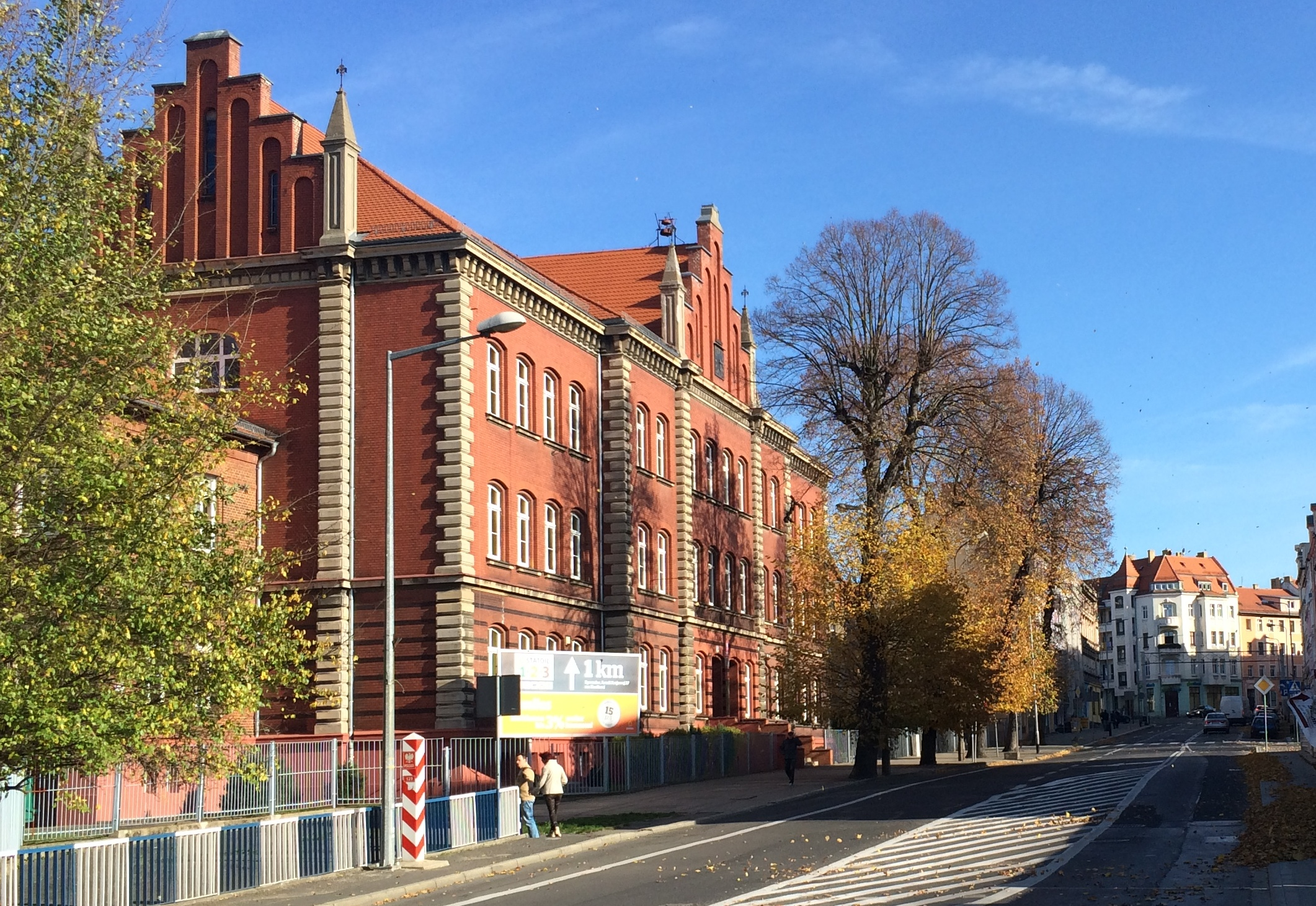
"Cogito" - Szkoła podstawowa i liceum (Dawniej Szkoła Podstawowa nr 1, później Gimnazjum nr 3)

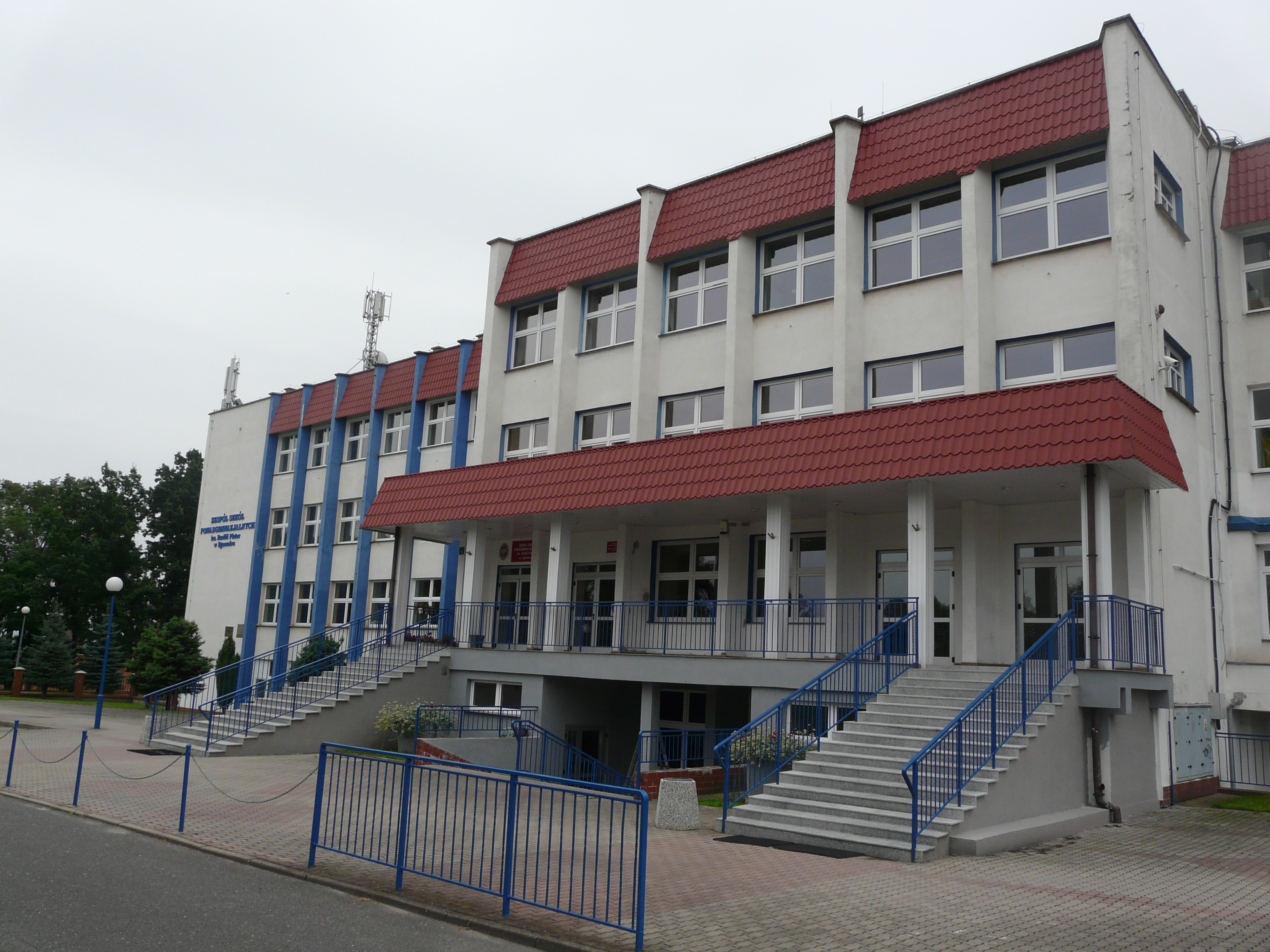
Zespołu Szkół Ponadgimnazjalnych im. Emilii Plater

| Placówka                                                                                | Adres                                  |
| --------------------------------------------------------------------------------------- | -------------------------------------- |
| Przedszkole Publiczne nr 2                                                              | ul. Kościuszki 1                       |
| Przedszkole Publiczne nr 8 z Oddziałami Integracyjnymi                                  | ul. św. Jana 21                        |
| Przedszkole Publiczne nr 9                                                              | ul. Powstańców śl. 62                  |
| Przedszkole Publiczne nr 12                                                             | ul. Wyspiańskiego 9a                   |
| Szkoła Podstawowa „Tęcza” – oddział przedszkolny                                        | ul. boh. II AWP 16                     |
| Przedszkole Niepubliczne nr 1 „Zaczarowany Domek”                                       | ul. Staszica 19                        |
| Przedszkole Niepubliczne nr 2 "Brzozowy Lasek"                                          | ul. Brzozowa 1                         |
| Przedszkole Niepubliczne nr 3 „Pajacyk”                                                 | ul. Tuwima 2a                          |
| Przedszkole Niepubliczne nr 4 z Oddziałami Integracyjnymi                               | ul. Wolności 8 i ul. Broniewskiego 27a |
| Punkt Przedszkolny „Wyspa Skarbów”                                                      | ul. Żeromskiego 24                     |
| Punkt Przedszkolny „Raj Malucha”                                                        | ul. Iwaszkiewicza 24 b/2               |
| Punkt Przedszkolny „Baby City”                                                          | ul. Wolności 10                        |
| Punkt Przedszkolny „Chatka Puchatka”                                                    | ul. Francuska 39                       |
| Szkoła Podstawowa nr 2 im. Jarosława Iwaszkiewicza (z Oddziałami Integracyjnymi)        | ul. Reymonta 16                        |
| Szkoła Podstawowa nr 3 im. Janusza Korczaka                                             | ul. Armii Krajowej 10a                 |
| Szkoła Podstawowa nr 5 im. Marii Skłodowskiej Curie                                     | ul. Prusa 17                           |
| Szkoła Podstawowa-Tęcza                                                                 | ul. boh. II AWP 16                     |
| Prywatna Szkoła Podstawowa „Prymus”                                                     | ul. Wolności 8                         |
| Gimnazjum nr 1 z Oddziałami Dwujęzycznymi im. Bolesława Chrobrego                       | ul. Kościuszki 68                      |
| Gimnazjum nr 2 z Oddziałami Integracyjnymi i Oddziałami Dwujęzycznymi im. Jana Pawła II | ul. Orzeszkowej 60                     |
| Niepubliczne Gimnazjum Łużyckie z Oddziałami Dwujęzycznymi                              | ul. Partyzantów 4                      |
| Europejskie Gimnazjum w Zgorzelcu                                                       | ul. Boh. II AWP 16                     |
| Szkoła Podstawowa COGITO                                                                | ul. Piłsudskiego 1                     |
| Liceum Ogólnokształcące COGITO                                                          | ul. Piłsudskiego 1                     |
| Zespołu Szkół Ponadgimnazjalnych im. Emilii Plater w Zgorzelcu                          | ul. Francuska 6                        |
| Zespół Szkół Zawodowych i Licealnych im. Górników i Energetyków Turowa                  | ul. Powstańców Śląskich 1              |
| LO im. Braci Śniadeckich                                                                | ul. Partyzantów 4                      |

## Kultura i sztuka
- Miejski Dom Kultury
- Biblioteka Miejska w Zgorzelcu

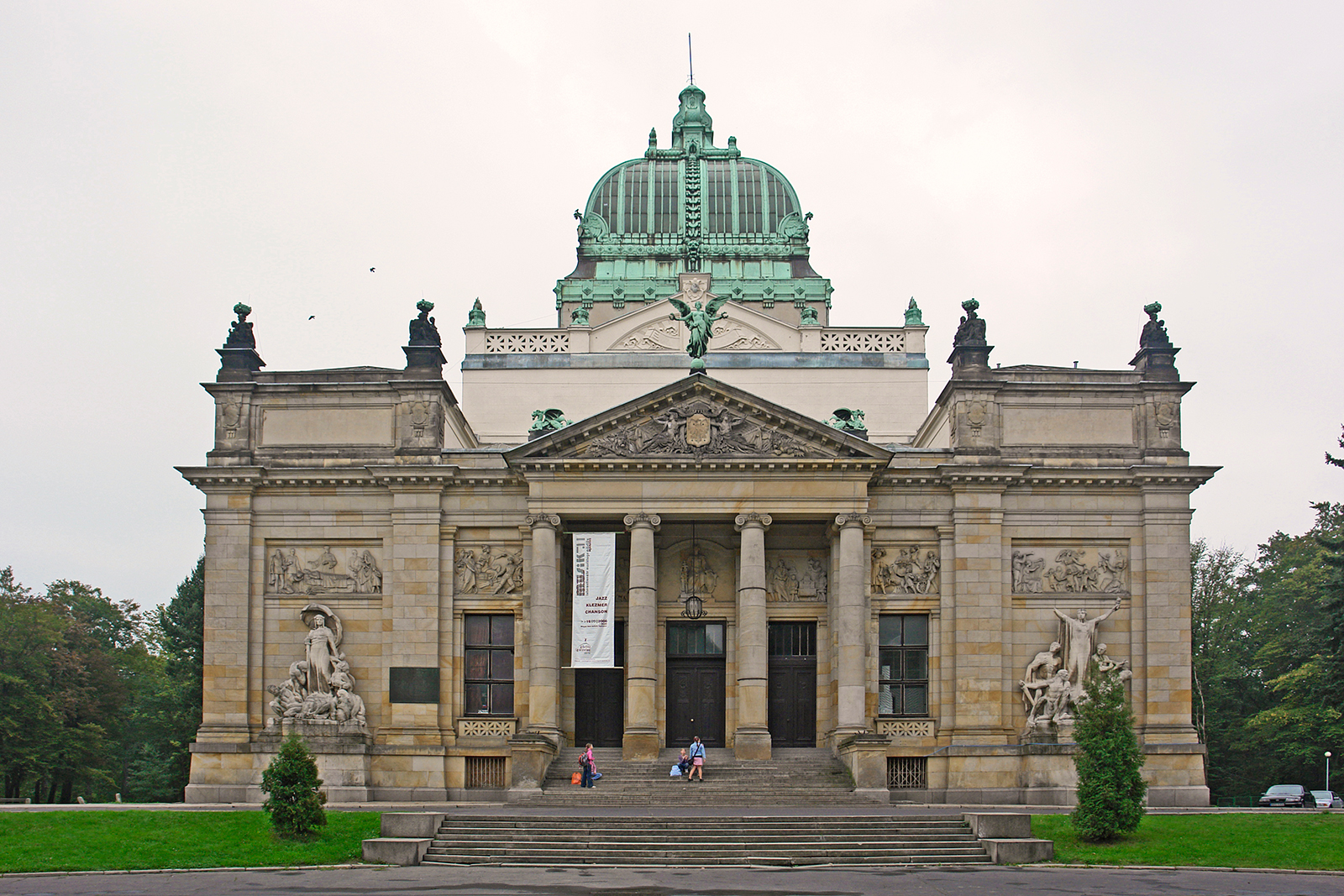
Miejski Dom Kultury

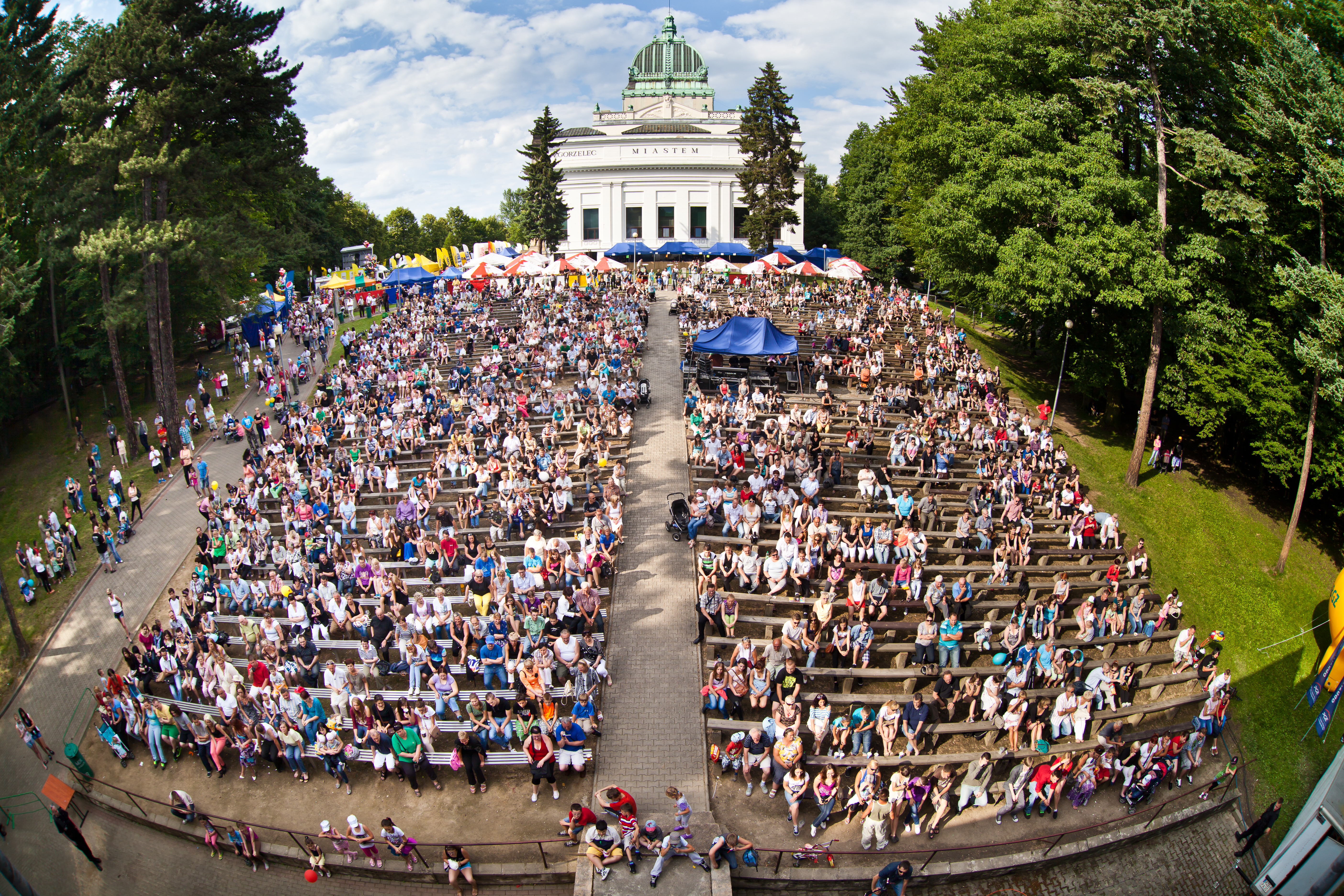
Amfiteatr w Zgorzelcu podczas Dni Miasta 2012

- Państwowa Szkoła Muzyczna I i II stopnia
- Muzeum Łużyckie
- Młodzieżowa Orkiestra Mandolinistów
- Grupa Teatralna „Widziadło”
- Dziecięcy Teatr Baśni.
- W mieście działa kino „PoZa NoVa”[52].

## Media lokalne
- zgorzelec.info (od 21 stycznia 2003, a od 30 listopada 2005 roku jako dziennik)[53].
- zinfo.pl[54]
- Telewizja Kablowa „Tomków” oferującą kanały telewizyjne, internet oraz telefon[55][56][57], a także emitująca lokalną stację TVT Zgorzelec[58].
- Lokalny portal informacyjny www.nastyku.pl[59]

W latach 90. istniało również Radio Frem (90.6 fm) oraz Zgorzelecka Telewizja Lokalna (ZTL).
Media regionalne o charakterze ponadmiejskim poruszające problemy miasta Zgorzelca:
- Gazeta Wojewódzka
- Gazeta Regionalna Dolny Śląsk

## Turystyka
Przez miasto przebiega Dolnośląska Droga św. Jakuba odcinek szlaku pielgrzymkowego do grobu św. Jakuba w Santiago de Compostela w Hiszpanii.

## Sport i rekreacja
- Hala sportowo–widowiskowa mogąca pomieścić od 4,5 tys. osób przy ulicy Lubańskiej.

- Centrum Sportowo-Rekreacyjne przy ul. Maratońskiej, w którego skład wchodzą: dwa boiska do piłki nożnej, kompleks boisk o nawierzchni sztucznej, hala sportowa, basen kryty, basen odkryty, korty tenisowe, siłownia, sauna, gabinet odnowy biologicznej.

### Kluby i zespoły

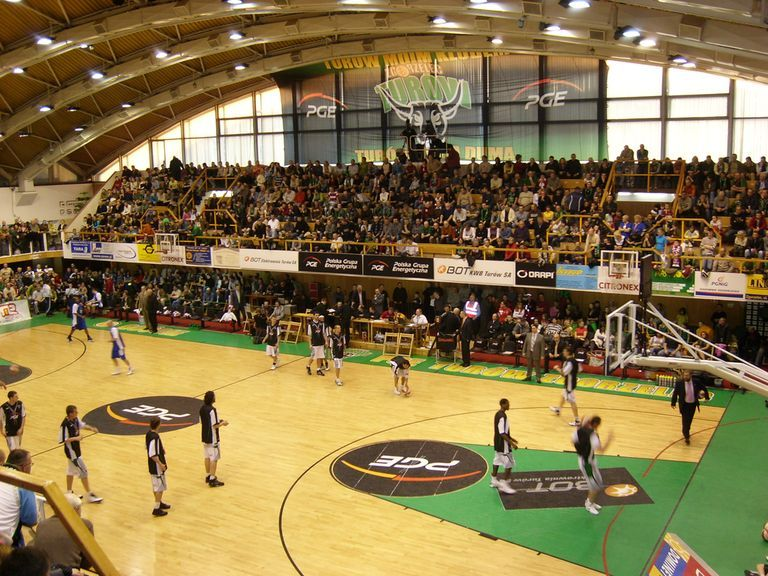
Wnętrze hali Centrum Sportowego w Zgorzelcu w 2008

- KKS Turów Zgorzelec (koszykówka) – mistrz Polski 2013/2014
- MKS Osa Zgorzelec (lekkoatletyka, żeńska koszykówka)
- Zgorzelecki Klub Bokserski (boks)
- MKS Nysa Zgorzelec (piłka nożna)
- UKS Basket Zgorzelec (koszykówka)
- UKS Energetyk Zgorzelec (pływanie)
- KS Turów Zgorzelec (żeglarstwo)
- BS Edi-Team Zgorzelec (bieganie)
- UKS Warrior Zgorzelec (taekwondo)
- Kick Fighters Zgorzelec (kick-boxing (K-1))
- UKS Zapasy Zgorzelec (zapasy)
- UKRSA Cogito Zgorzelec (koszykówka)
- Wing-Tsun Polska - klub w Zgorzelcu (Wing Tsun - sztuki walki)[60]

## Religia

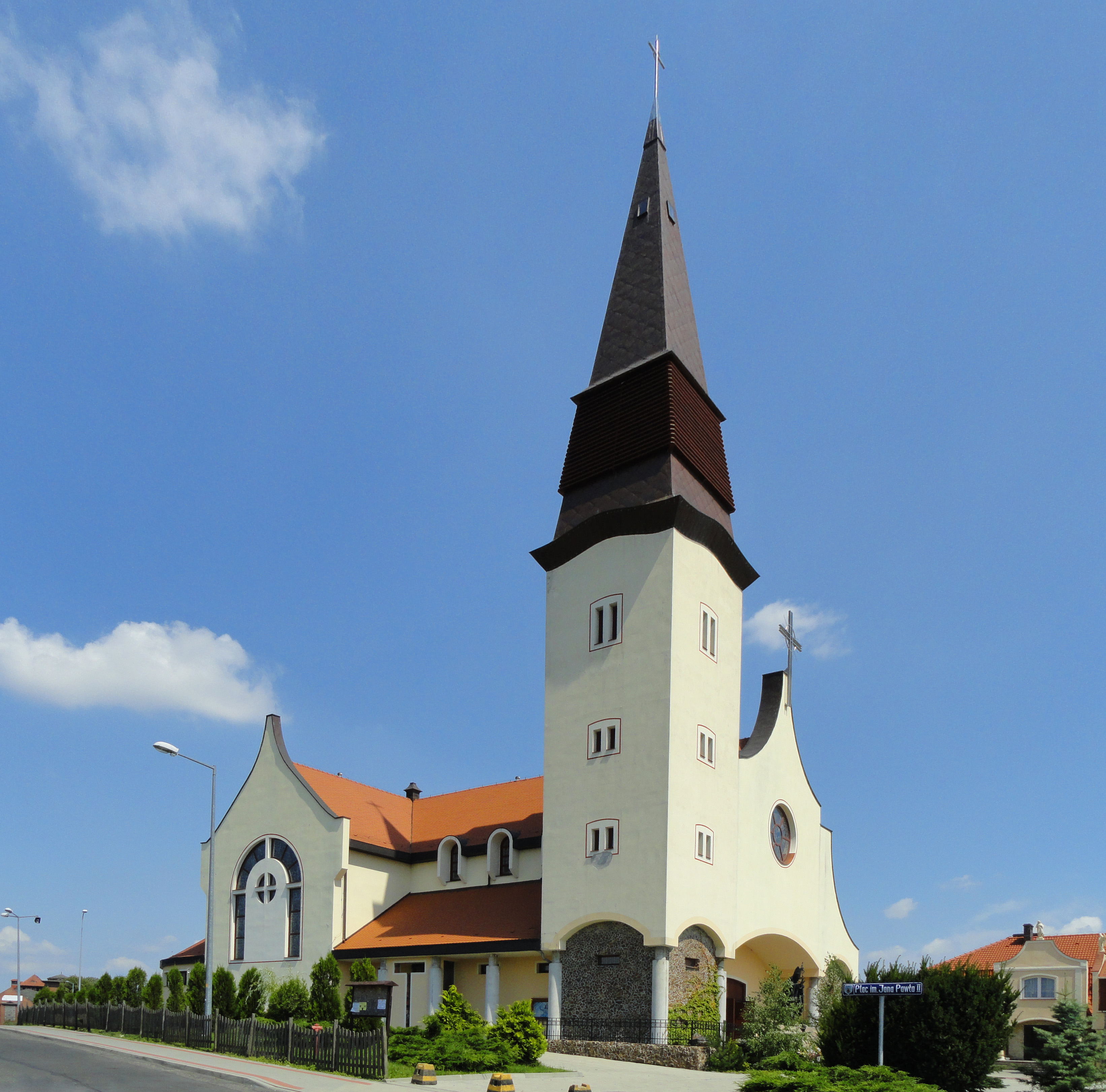
Kościół rzymskokatolicki św. Jadwigi Śląskiej

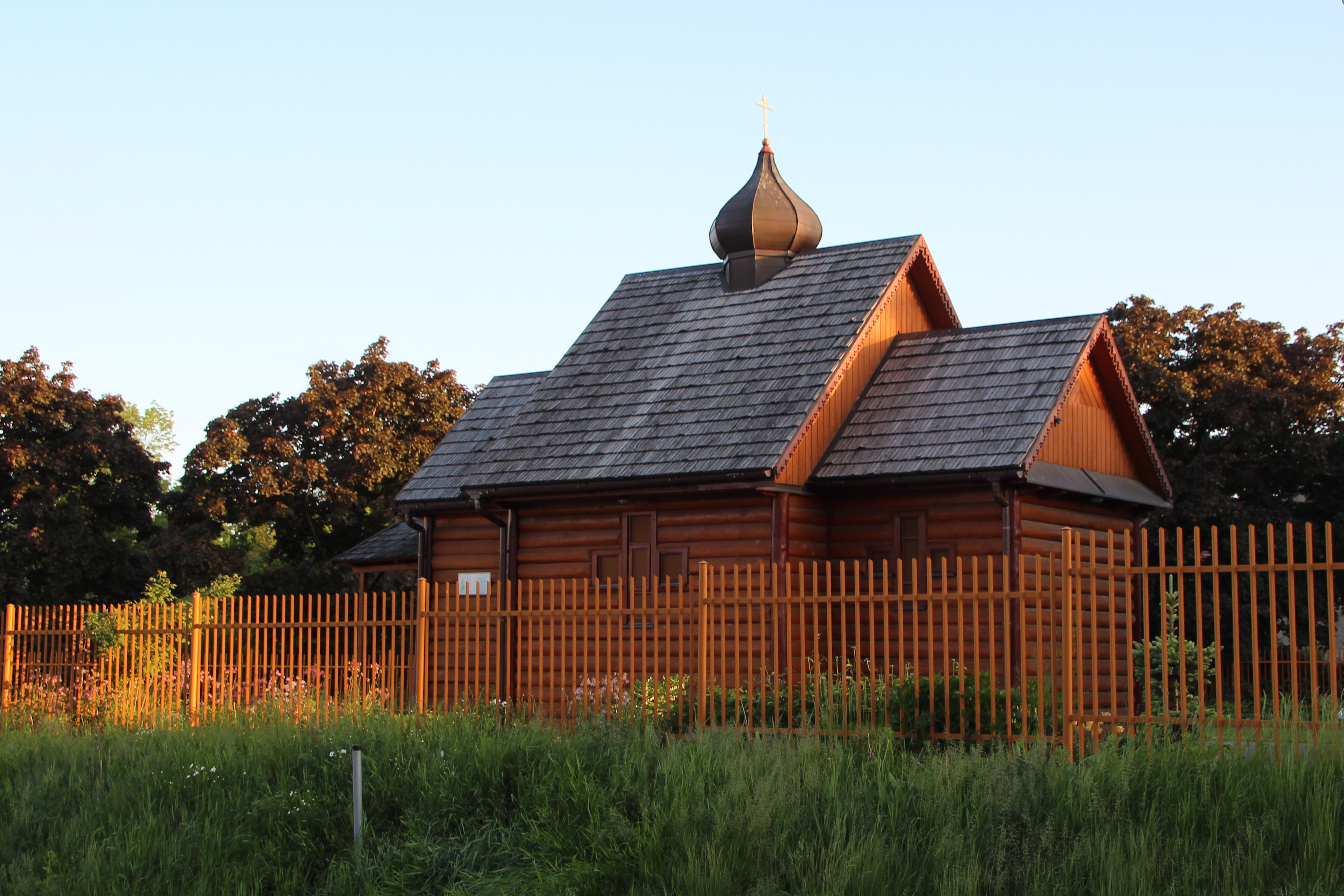
Cerkiew prawosławna Świętych Konstantyna i Heleny

Na terenie miasta funkcjonują następujące związki wyznaniowe:
- Kościół Chrześcijan Baptystów:
  - zbór w Zgorzelcu[61]
- Kościół Ewangelicko-Augsburski:
  - filiał Zgorzelec-Görlitz należący do parafii w Lubaniu[62]
- Kościół rzymskokatolicki (dekanat Zgorzelec):
  - parafia św. Bonifacego[63]
  - parafia św. Jadwigi Śląskiej[63]
  - parafia św. Jana Chrzciciela[63]
  - parafia św. Józefa Robotnika[63]
  - parafia Matki Bożej Łaskawej[63]
- Kościół Zielonoświątkowy:
  - zbór „Arka”[64]
- Mesjańskie Zbory Boże (Dnia Siódmego):
  - punkt misyjny w Zgorzelcu podległy zborowi w Warszawie[65]
- Polski Autokefaliczny Kościół Prawosławny:
  - parafia Świętych Równych Apostołom Konstantyna i Heleny[66]
- Świadkowie Jehowy
  - zbór Zgorzelec–Południe
  - zbór Zgorzelec–Zachód
  - zbór Zgorzelec–Śródmieście (w tym grupa języka migowego) z Salą Królestwa[67][68][69].

## Atrakcje

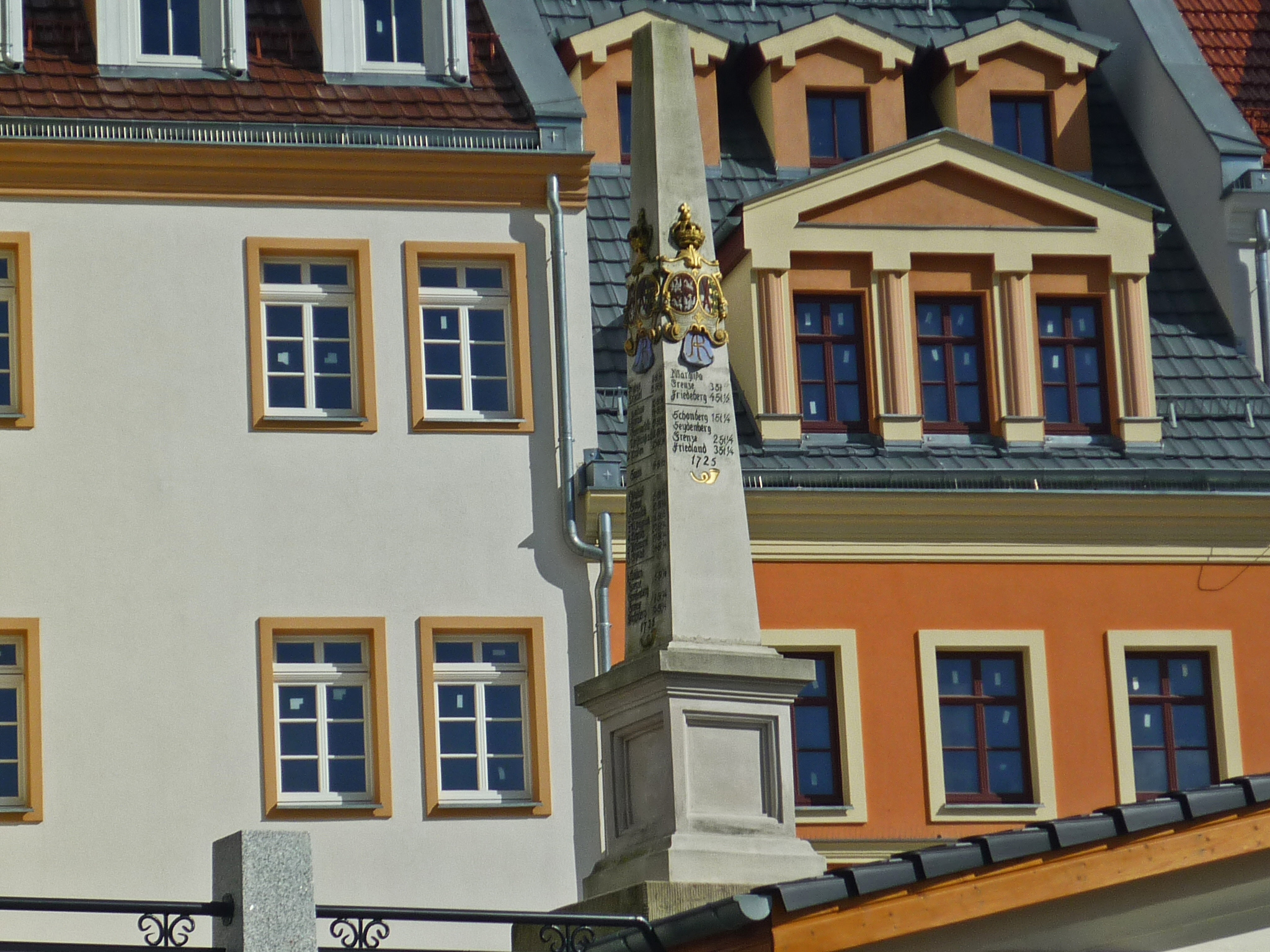
Pocztowy słup dystansowy króla Augusta II Mocnego

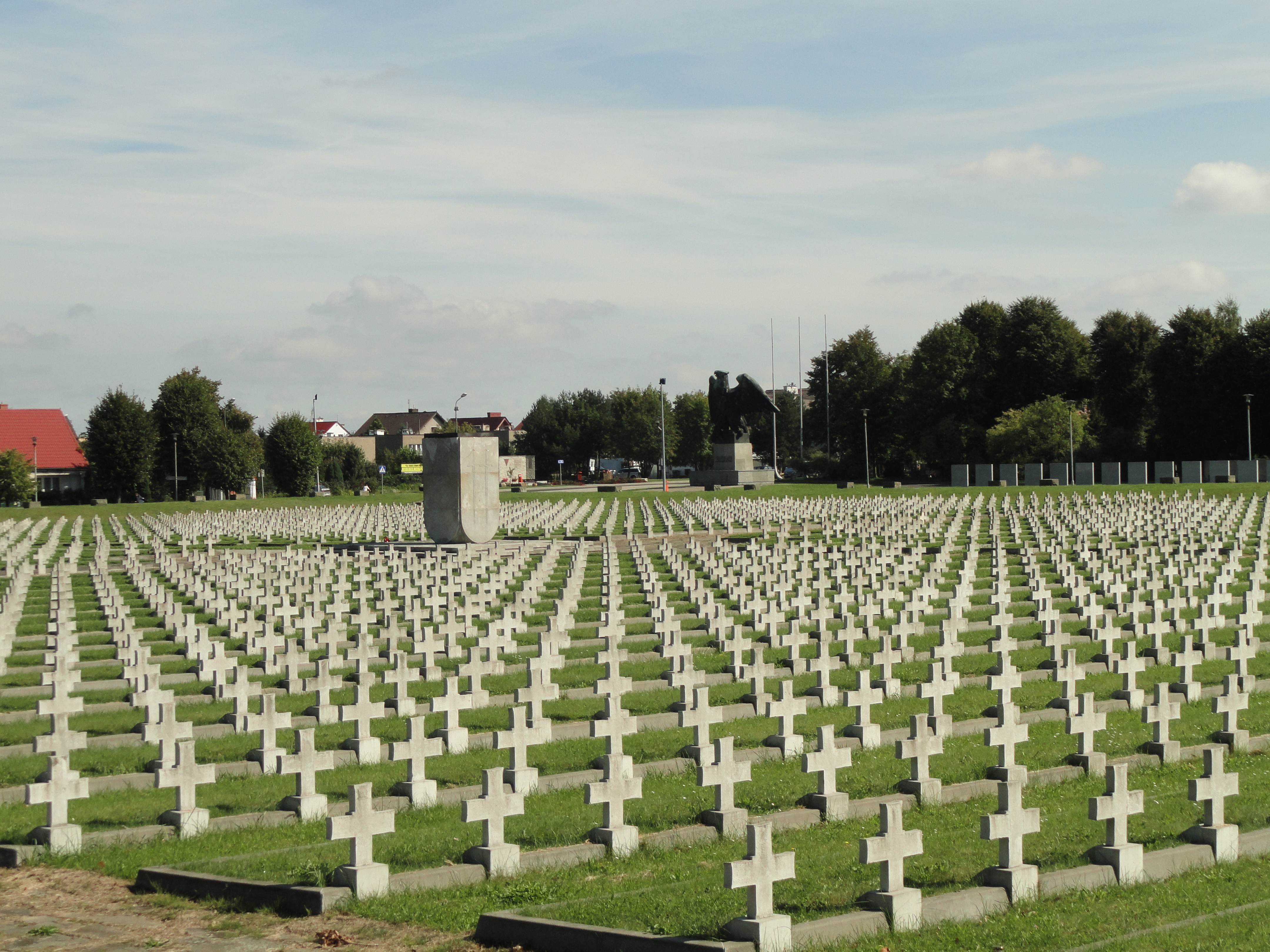
Cmentarz Żołnierzy 2. Armii Wojska Polskiego

- Przez Zgorzelec prowadzą szlak Via Regia oraz dwa szlaki pątnicze: Wielkopolska i Dolnośląska Droga św. Jakuba, które przez Most staromiejski łączą się z europejską siecią dróg św. Jakuba (hiszp. Camino de Santiago).
- Na placu Pocztowym w Zgorzelcu stoi rekonstrukcja pocztowego słupa dystansowego z 1725, postawionego za panowania króla Polski i Wikariusza Świętego Cesarstwa Rzymskiego Augusta II Mocnego. Słup jest ozdobiony herbem Rzeczypospolitej oraz monogramem króla. Oryginał znajduje się w Muzeum Poczty i Telekomunikacji we Wrocławiu.
- W Zgorzelcu znajduje się jedna z największych wojskowych nekropolii w Polsce – Cmentarz 2 Armii Wojska Polskiego (3420 grobów).

## Współpraca międzynarodowa
Miasta i gminy partnerskie:
- Avion
- Görlitz
- Mirhorod
- Nausa